# Kevin Pillar
Ne pas confondre avec Kevin Millar.
Kevin Andrew Pillar (né le 4 janvier 1989 à West Hills, Californie, États-Unis) est un voltigeur des Ligues majeures de baseball qui évolue avec les Angels de Los Angeles.

## Carrière
Joueur des Toros de l'Université d'État de Californie à Dominguez Hills, Kevin Pillar est repêché par les Blue Jays de Toronto au 32e tour de sélection en 2011. 
Il amorce sa carrière en ligues mineures en 2011 avec les Blue Jays de Bluefield de l'Appalachian League et remporte le championnat des frappeurs de la ligue avec une moyenne au bâton de ,347 en 60 matchs joués et 236 présences au bâton.
En 2012, alors qu'il évolue pour les Lugnuts de Lansing, le club-école de niveau Double-A des Blue Jays de Toronto, Pillar est nommé joueur par excellence de la saison dans la Ligue Midwest.
Il fait ses débuts dans le baseball majeur avec Toronto le 14 août 2013. Il réussit son premier coup sûr au plus haut niveau le 20 août contre le lanceur Phil Hughes des Yankees de New York, et frappe son premier circuit le 24 août aux dépens du lanceur Brad Peacock des Astros de Houston. En 36 matchs joués pour les Blue Jays en 2013, Pillar affiche une moyenne au bâton de ,206 avec 21 coups sûrs, dont 3 circuits, et 13 points produits.
Surtout reconnu pour son talent en défensive, Pillar remporte en 2015 le prix Wilson du joueur défensif de l'année à la position de voltigeur de centre.
Il reçoit en 2016 le Fielding Bible Award du meilleur joueur de champ centre défensif des majeures.
Il est échangé aux Giants de San Francisco le 2 avril 2019.